# Chiến lược mua bán chứng khoán
Trong tài chính, một chiến lược giao dịch hay chiến lược mua bán chứng khoán là một kế hoạch cố định được thiết kế để đạt được một hoàn vốn khả dĩ lợi nhuận bằng cách mua hay bán trong các thị trường. Các lý do chính mà một chiến lược giao dịch được nghiên cứu đúng cách có thể hữu ích là tính có thể kiểm chứng, tính có thể định lượng, tính nhất quán và tính khách quan của nó

## Phát triển
Một đánh giá thống kê của một chiến lược kinh doanh có hai mục tiêu chính. Đầu tiên là để tìm ra vốn hóa tài khoản tối ưu cần thiết để đạt được tỷ suất hoàn vốn tối đa bền vững. Thứ hai là để tìm hiểu xem liệu các phần thưởng được điều chỉnh rủi ro ngang bằng, hay kém hơn, hay cao hơn các chiến lược cạnh tranh khác. Nếu không có một thước đo thống kê đáng tin cậy của phần thưởng điều chỉnh rủi ro, không thể đánh giá xem liệu hiệu quả tương lai có phù hợp với hiệu quả lịch sử hay không. Chi phí giao dịch một chiến lược chủ yếu được xác định bởi rủi ro, và không có một thước đo rủi ro thống kê đáng tin cậy, quản lý danh mục đầu tư là không thể.
Khi phát triển một chiến lược giao dịch, nhiều điều phải được xem xét: hoàn vốn, rủi ro, biến động, khung thời gian, phong cách, mối tương quan với thị trường, phương pháp, vv. Sau khi xây dựng chiến lược, nó có thể được thử nghiệm lại bằng cách sử dụng các chương trình máy tính. Mặc dù thử nghiệm lại là không đảm bảo về hiệu suất trong tương lai, nó mang lại cho thương nhân sự tự tin rằng chiến lược đã làm việc trong quá khứ. Nếu chiến lược là không được quá tối ưu hóa, khai thác dữ liệu, hoặc dựa trên các trùng hợp ngẫu nhiên, nó có thể có một cơ hội tốt để làm việc trong tương lai.

## Thực hiện chiến lược
Một chiến lược giao dịch có thể được thực hiện bởi một thương nhân (thủ công) hoặc tự động (bằng máy tính). Giao dịch thủ công đòi hỏi rất nhiều kỹ năng và kỷ luật. Nó là hấp dẫn đối với thương nhân đi chệch khỏi chiến lược, mà thường làm giảm hiệu quả của nó.
Một chiến lược giao dịch tự động kết thúc tốt đẹp các công thức giao dịch vào đặt lệnh tự động và các hệ thống thực hiện. Các kỹ thuật mô hình hóa máy tính tiên tiến, kết hợp với truy cập điện tử tới dữ liệu và thông tin thị trường thế giới, cho phép các thương nhân sử dụng một chiến lược giao dịch để có một điểm thuận lợi thị trường duy nhất. Một chiến lược giao dịch có thể tự động hóa tất cả hoặc một phần danh mục đầu tư của bạn. Các mô hình giao dịch máy tính có thể được điều chỉnh cho các phong cách giao dịch bảo thủ hay tích cực.

## Các loại chiến lược
- Mirror trading
- Phân tích kỹ thuật
- Fundamental analysis
- Giao dịch định lượng
- Đi theo xu hướng
- Mean reversion
- Biến động tài chính
- TradingLevels
- Giao dịch theo hành động giá

## Phân chia chiến lược theo thời gian áp dụng
- Intraday
- High-frequency
- Scalping (trading)
- Shaving (trading) - a round trip trade (a buy and sell) in as little as one second.
- Momentum (finance)
- Day trading
- Trend following
- Gorilla Trading - Buying near the closing bell and selling the next morning (holding a position overnight)
- Long term trading
- Short term trading
- Trading Strategy Index